# Stazione di Minami-Sunamachi
La Stazione di Minami-Sunamachi (南砂町駅?, Minami-Sunamachi-eki) è una stazione della Metropolitana di Tokyo e si trova nel quartiere di Kōtō. Essa serve la linea Tōzai della Tokyo Metro.